# Борисполець Платон Тимофійович
Плато́н Тимофі́йович Бори́сполець (01.04.1805, Гоголів — † 30.06.1880, Санкт-Петербург)  — художник зі старого роду козаків-християн Київської Русі-України, приписних козаків містечка Гоголів Остерського повіту Чернігівської губернії Російської імперії. Співученик і знайомий Тараса Шевченка.

## Життєпис

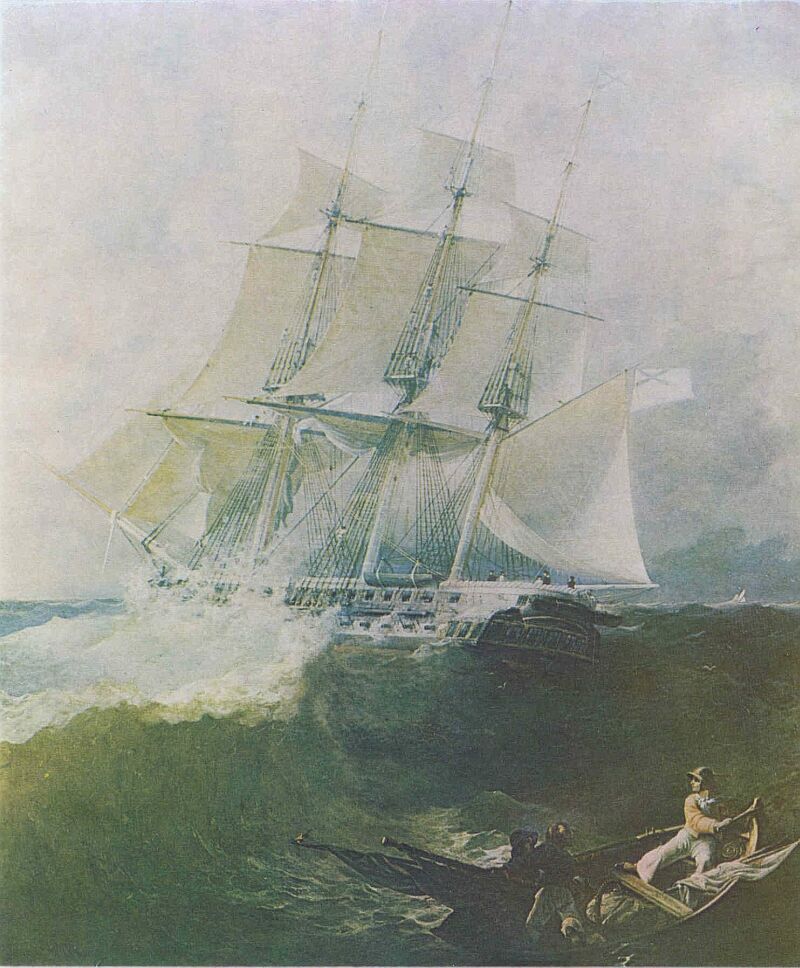
Борисполець П. Т. «Фрегат „Аврора“ під час бурі.» 1838 р.

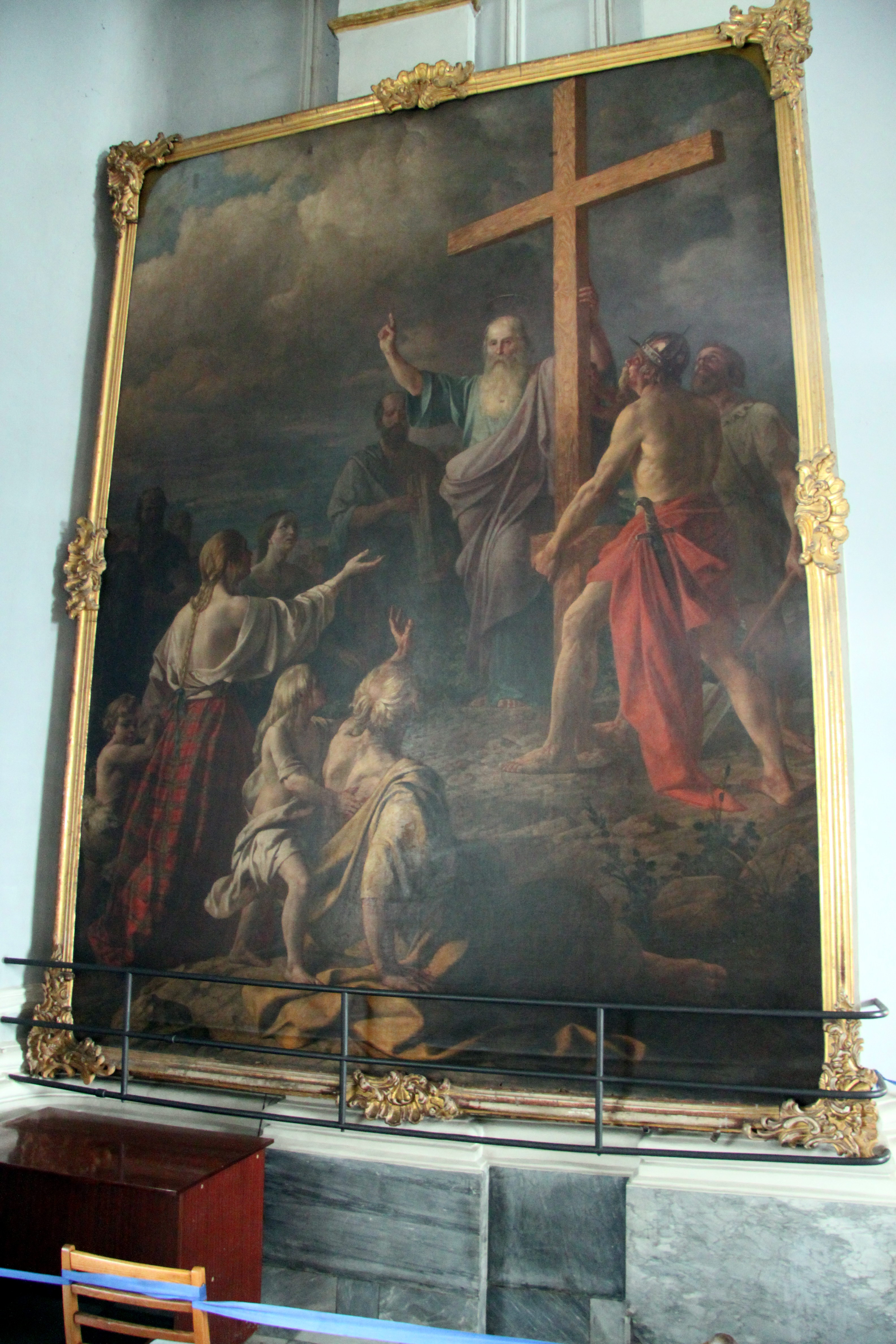
Борисполець П. Т. Картина «Проповідь апостола Андрія» (1847 р.) в інтер'єрі Андріївської церкви.

Народився в старовинному містечку Гоголів Остерського повіту Чернігівської губернії Російській імперії (нині село Броварського району Київської області) у родині трудових козаків-християн з діда-прадіда, приписних козаків і дворян Російської імперії.
Батько Тимофій Никифорович Борисполець (?-1849, Баришівка) довгий час був на різних відповідальних посадах, зокрема працював прокурором у судах Київської губернії.
Навчався у 2-му Кадетському корпусі, отримав спеціальність офіцера артилерії. Спочатку робив кар'єру військового, але згодом захопився живописом. 1835 року почав відвідувати класи Петербурзької академії мистецтв на правах стороннього учня, а з часом був зарахований до класу батального живопису. 1839 року вийшов у відставку у чині підполковника і повністю присвятив себе мистецтву. Навчався у класі Карла Брюллова Петербурзької академії мистецтв. 1843 року художник виїздить у Західну Європу. Він живе і працює у Парижі, де є успішним художником. Наприкінці 1840-х-на початку 1850-х років художник має проблеми із зором, а 1852 року він остаточно осліп. Того ж 1852 року художник повертається у Санкт-Петербург. 1866 року в листі, продиктованому Київському митрополиту Арсенію він висловлює бажання подарувати у Київ картину «Проповідь апостола Андрія». 19 серпня 1867 року, при святкуванні 100-річчя з дня освячення Андріївської церкви, картину розміщено у храмі.
Автор знаного портрета російського композитора Олександра Даргомижського.
Помер Платон Борисполець у Санкт-Петербурзі.

### Стосунки з Тарасом Шевченком
Шевченко вчився разом з Бориспольцем в Петербурзькій Академії мистецтв. Поет згадував Бориспільця у листі до М. Лазаревського (20 грудня 1847), а також у листі до Я. Кухаренка (1,10, 16 квітня 1854). Зустрічався з ним і після заслання (квітень 1858). У «Щоденнику» 24 квітня 1858 Шевченко тепло згадував його. Згадуючи його на солдатчині в казахстанських степах, написав Шевченка поему «Сотник». Працюючи у 1847 році над картиною «Проповідь апостола Андрія», Платон Борисполець дізнався про арешт Тараса Шевченка. На знак солідарності до товариша він надав портретних рис Тараса Шевченка римському вершнику у лівій частині картини.